# Desa Cimerak
Desa Cimerak är en administrativ by i Indonesien.   Den ligger i provinsen Jawa Barat, i den västra delen av landet, 240 km sydost om huvudstaden Jakarta.